# Regierung der nationalen Versöhnung
Die Regierung der nationalen Versöhnung (albanisch Qeveria e Pajtimit Kombëtar) war eine Übergangsregierung in Albanien unter Bashkim Fino (1962–2021), die vom 11. März bis 24. Juli 1997 in Amt war.
Die Regierung wurde gebildet während der sozialen, wirtschaftlichen und politischen Unruhen Anfang 1997, dem Lotterieaufstand, der durch den Zusammenbruch von Pyramidensystemen und den darauf folgenden Verlust der Ersparnisse vieler Albaner ausgelöst wurde. Sie wurde in der Woche nach dem Rücktritt der Regierung von Aleksandër Meksi am 2. März 1997 von den wichtigsten politischen Parteien des Landes mit internationaler Unterstützung gebildet. Am 11. März 1997 wurde sie vom Parlament bestätigt und am 12. März vom Präsidenten Sali Berisha verkündet.

## Vorgeschichte und Bildung
Nach den umstrittenen Parlamentswahlen vom Sommer 1996 hatte die Demokratische Partei eine absolute Mehrheit im Parlament: Mit 55,5 % der Stimmen konnte sie 122 der 140 Sitze einnehmen. Neben zehn Abgeordneten der Sozialistischen Partei, die das Parlament boykottierten, hatten nur noch die Republikanische Partei und die PBDNJ drei Sitze und der Balli Kombëtar zwei Sitze erlangt. Das Europäische Parlament verlangte die Annulation der Wahl und die OSZE (ODIHR) sandte wegen der schweren Mängel keine Beobachter an die Nachwahlen. Neben Wahlbetrug hatte auch das Wahlgesetz die regierenden Demokraten bevorteilt. Die Demokraten hofften, dass die internationale Kritik schnell vergessen gehen würde, und machten weiter. Meksi wurde von Berisha mit einer neuen Regierungsbildung beauftragt, die auch Vertreter der Republikanischen, der Sozialdemokratischen und der Christdemokratischen Partei aufgenommen wurden.:397–399
Neben der politischen Krise steuerte Albanien auch auf eine wirtschaftliche und gesellschaftliche Krise zu. Im Land hatten sich mehrere Unternehmen etabliert, die nach dem Pyramidensystem wirtschafteten. Angelockt durch sehr hohe Renditen – bis zu zweistellige Zinsen im Monat – hatten Hunderttausende Albaner ihre Ersparnisse investiert und hierfür zum Teil auch Vermögenswerte liquidiert. Ende November 1996 brach die erste Firma zusammen. Die dadurch ausgelöste Panik führte bis Februar 1997 auch zum Zusammenbruch der meisten anderen Pyramidenfirmen. Vielerorts kam es zu Protesten – Demonstranten und Polizeikräfte lieferten sich feste Auseinandersetzungen. Die Geschädigten forderten von der Regierung Entschädigung und Verantwortung ein und ließen besonders in Südalbanien ihrem Wut freien Lauf, indem sie Polizeiwachen und andere staatliche Einrichtungen zerstörten. Die Regierung verlor immer mehr die Kontrolle über weite Teile des Landes – vielerorts bildeten sich bewaffnete Bürgerkomitees („Rettungskomitees“, albanisch Komiteti Shpetimit).:399 f
Nachdem es am 1. März 1997 bei Zusammenstößen rund um die Geheimdienstzentrale von Vlora zu Todesopfern gekommen war, wurden die Forderungen nach Berishas Rücktritt noch lauter. Strassenblokaden, Gewalt und Proteste dominierten in Vlora. Berisha dachte nicht an einen Rücktritt und verfolgte seine Wiederwahl zum Präsidenten in der darauffolgenden Woche. In einer Art Kompromiss wurde der Rücktritt der Regierung Meksi angekündigt, was die Gemüter aber nicht beruhigte.:399 f:187 f Berisha, mehr und mehr isoliert, willigte ein, mit der Opposition zu sprechen. Italienische Diplomaten mit einem guten Draht zum Präsidenten vermittelten. Es kam dann zu einem Runden Tisch mit Vertretern der zehn größten Parteien im Land.:193 ff
Franz Vranitzky wurde zum OSZE-Sonderbeauftragten für Albanien und versuchte, in der verfahrenen Situation zwischen den Parteien zu vermitteln. Mit der Situation im Land immer schlechter werdend, stieg der Druck auf Berisha. Am 9. März 1997, nachdem Militäroperationen im Süden zur Rückgewinnung der Kontrolle gescheitert waren, gab Berisha nach: Man einigte sich, dass eine Allparteienregierung Neuwahlen vorbereiten werde, dass der Staat den stark betroffenen Gebieten Hilfe zukommen lassen solle und dass die Opposition den Parlamentsboykott beenden würde. Die Regierungsverantwortung sollte an die Sozialisten gehen.:400:193 ff Das Finden eines Kandidaten für das Ministerpräsidentenamt erwies sich aber als schwierig: Berisha hatte mehrere Kandidaten, insbesondere aus der Führungsriege der Sozialisten, als „unakzeptabel“ abgelehnt. Andere waren in der kurzen Zeit nicht auffindbar oder lehnten die Aufgabe ab. Namik Dokle und Rexhep Meidani riefen Bashkim Fino, von 1992 bis 1996 Bürgermeister von Gjirokastra an, und teiltem den überraschten Parteigenossen mit, dass er neuer Ministerpräsident sei. Man habe noch 30 Minuten, um Berisha einen Kandidaten zu nennen, ansonsten würde eine andere Partei den Ministerpräsidenten stellen.:202 f
Fino wurde am 10. März von Gjirokastra nach Tirana geflogen und von Berisha mit der Regierungsbildung beauftragt, in der auch die anderen Parteien nicht ihre Spitzenkandidaten einbringen sollten. Mit dem Ökonomen Arben Malaj engagierte Fino einen Freund aus Schulzeiten.:202 f Am 13. März 1997 wurde die neue Regierung vereidigt.:205 f

## Tätigkeitsgebiete
Die Lage im Land war weiterhin sehr instabil. Polizei und Armee lösten sich auf. Im Süden dauerte der Aufstand an, da sie Berishas Rücktritt gefordert hatten und nicht einen sozialistischen Ministerpräsidenten. Und auch im Norden wurden bewaffnete Gruppierungen zum Schutz des Landes gebildet. Das Land drohte, sich zu spalten. Finos Regierung hatte zwei Hauptaufgaben: Die Vermeidung eines Bürgerkriegs und die Organisation von Wahlen.:202 f
Am 14. März trafen Vertreter der Regierung (darunter Fino) und der Bürgerkomitees im Süden den OSZE-Sonderbeauftragten Vranitzky auf der italienischen Fregatte Aliseo in der Adria – die Sicherheitslage erlaubte keinen Verkehr mehr auf dem Flughafen Tirana. Die Albaner verlangten von Vranitzky eine internationale Militärintervention in Albanien, die die Ordnung wiederherstellen und Wahlen vorbereiten sollte.:206 f
Kaum ein Land hatte ein Interesse, eigene Soldaten zur Regelung des Chaos in Albanien zu opfern. Nur Italien, wo viele albanischen Flüchtlinge landeten, sah die Notwendigkeit zur Intervention.:206 f Der italienische Ministerpräsident Romano Prodi flog am 2. April nach Gjirokastra, wo ihm Fino in einem Treffen bestätigte, dass die Italiener willkommen sein würden, worauf das italienische Parlament der Militärintervention zustimmte. Natürlich ging es den Italienern nicht nur um die Verteilung von Hilfsgütern, sondern auch darum, den Zustrom albanischer Flüchtlinge aufzuhalten.:210
Auf Bitten der albanischen Regierung und nach Erklärung der Bereitschaft zur Führung einer Friedensmission durch die italienische Regierung, verabschiedete der UN-Sicherheitsrat am 28. März 1997 die Resolution 1101 (später verlängert mit der Resolution 1114 vom 19. Juni 1997) und die Operation Alba begann. Italien führte die rund 7.000 Mann aus zehn europäischen Ländern an und trug mit etwa 3.800 Soldaten die Hauptlast der Intervention. Am 15. April landeten dann die ersten ausländischen Soldaten der „multinationalen Schutztruppe“ in Albanien. Die ausländischen Soldaten aus Italien, Dänemark, Frankreich, Griechenland, Österreich, Rumänien, Slowenien, Spanien und der Türkei wurden von Fino als „Botschafter des Friedens und der Freundschaft“ begrüßt.:206 f Prodi reiste im April kurz nach dem Beginn der Militärintervention erneut nach Albanien für Gespräche mit Bashkim Fino und Sali Berisha.
Spannungen in der Regierung erschwerten die Arbeit. Die Sozialisten suchten Verhandlungen mit den Bürgerkomitees im Süden, die Demokraten wollten diese als Kriminelle verfolgt sehen. Die Bürgerkomitees forderten Berishas Rücktritt, hatten aber mit der Zeit doch begonnen, die Übergangsregierung zu unterstützen. Vor den für den Juni vorgesehenen Wahlen konnte zumindest das Wahlrecht nach starkem internationalen Druck, langen Verhandlungen unter Vermittlung der OSZE und vielen Rückschlägen leicht reformiert werden.:401 f:207 f, 212 f
Dank der ausländischen Unterstützung, die zumindest in den großen Städten die Sicherheit wiederherstellen konnte und die Verteilung der humanitären Hilfe sicherstellte, konnten die Wahlen  einigermaßen geordnet durchgeführt werden, obwohl es im gewaltgeprägten Umfeld zu vielen Verletzungen demokratischer Spielregeln kam und der enge Zeitplan etliche Kompromisse zur Folge hatte. Die OSZE importierte die notwendigen Wahlunterlagen, Urnen und weitere Materialien.:214 f Bei den Wahlen am 29. Juni 1997 siegte die Opposition. Zeitgleich mit den Wahlen fand ein Referendum über die Restaurierung der Monarchie statt, das abgelehnt wurde. Am 23. Juli trat das neue Parlament zusammen, und es wurde eine neue Regierung unter Fatos Nano geformt, der bis zu einer Generalamnestie von Justizminister Spartak Ngjela Mitte März im Gefängnis gesesse hatte. Berisha trat als Präsident zurück.:205, 221
Gemäß Fino hatte die Anwesenheit der ausländischen Truppen eine große psychologische Wirkung, die den Wiederaufbau der staatlichen Strukturen ermöglichte.

## Zusammensetzung
Das Kabinett bestand aus den folgenden Personen:
| Name             | Funktion                                               | Partei                     |
| ---------------- | ------------------------------------------------------ | -------------------------- |
| Bashkim Fino     | Ministerpräsident                                      | Sozialistische Partei      |
| Belul Çela       | Innenminister                                          | Demokratische Partei       |
| Shaqir Vukaj     | Verteidigungsminister                                  | Sozialistische Partei      |
| Arian Starova    | Außenminister                                          | Aleanca Social-Demokratike |
| Arben Malaj      | Finanzminister                                         | Sozialistische Partei      |
| Spartak Ngjela   | Justizminister                                         | Lëvizja e Legalitetit      |
| Eduard Ypi       | Minister für Privatisierung                            | Demokratische Partei       |
| Astrit Kalenja   | Gesundheits- und Umweltminister                        | Balli Kombëtar             |
| Myqerem Tafaj    | Minister für Weiterführende Bildung und Wissenschaft   | Demokratische Partei       |
| Luan Skuqi       | Minister für Sport und Bildung                         | Demokratische Partei       |
| Haxhi Aliko      | Minister für Nahrung und Landwirtschaft                | Sozialdemokratische Partei |
| Kastriot Shtylla | Minister für Bergbau und Energie                       | Republikanische Partei     |
| Foto Dhuka       | Minister für Industrie, Transport und Handel           | PBDNJ                      |
| Ëngjëll Ndocaj   | Minister für Kultur, Jugend und Frauen                 | Christdemokratische Partei |
| Elmaz Sherifi    | Minister für Arbeit und Soziale Themen                 | Sozialistische Partei      |
| Vasillaq Spaho   | Minister für öffentliche Angelegenheiten und Tourismus | Republikanische Partei     |
| Ekerem Kastrati  | Generalsekretär des Ministerrats                       | Demokratische Partei       |
| Lush Përpali     | Staatssekretär im Innenministerium                     | Sozialistische Partei      |
| Ali Kazazi       | Staatssekretär im InneVerteidigungssministerium        | Demokratische Partei       |
| Pavli Zeri       | Staatssekretär im Außenministerium                     | Sozialdemokratische Partei |

In der Nachfolgeregierung von Fatos Nano wurden folgende Minister der Übergangsregierung aufgenommen: Bashkim Fino als stellvertretender Ministerpräsident und 1998 auch als Minister für Regionalverwaltung, Arben Malaj als Finanzminister, Shaqir Vukaj als Minister für Handel und Tourismus und Elmaz Sherifi als Minister für Arbeit und soziale Angelegenheiten. In der Regierung von Pandeli Majko, die von September 1998 bis Oktober 1999 in Kraft war, war keiner mehr als Minister im Amt.